# 大公所耶穌聖心堂

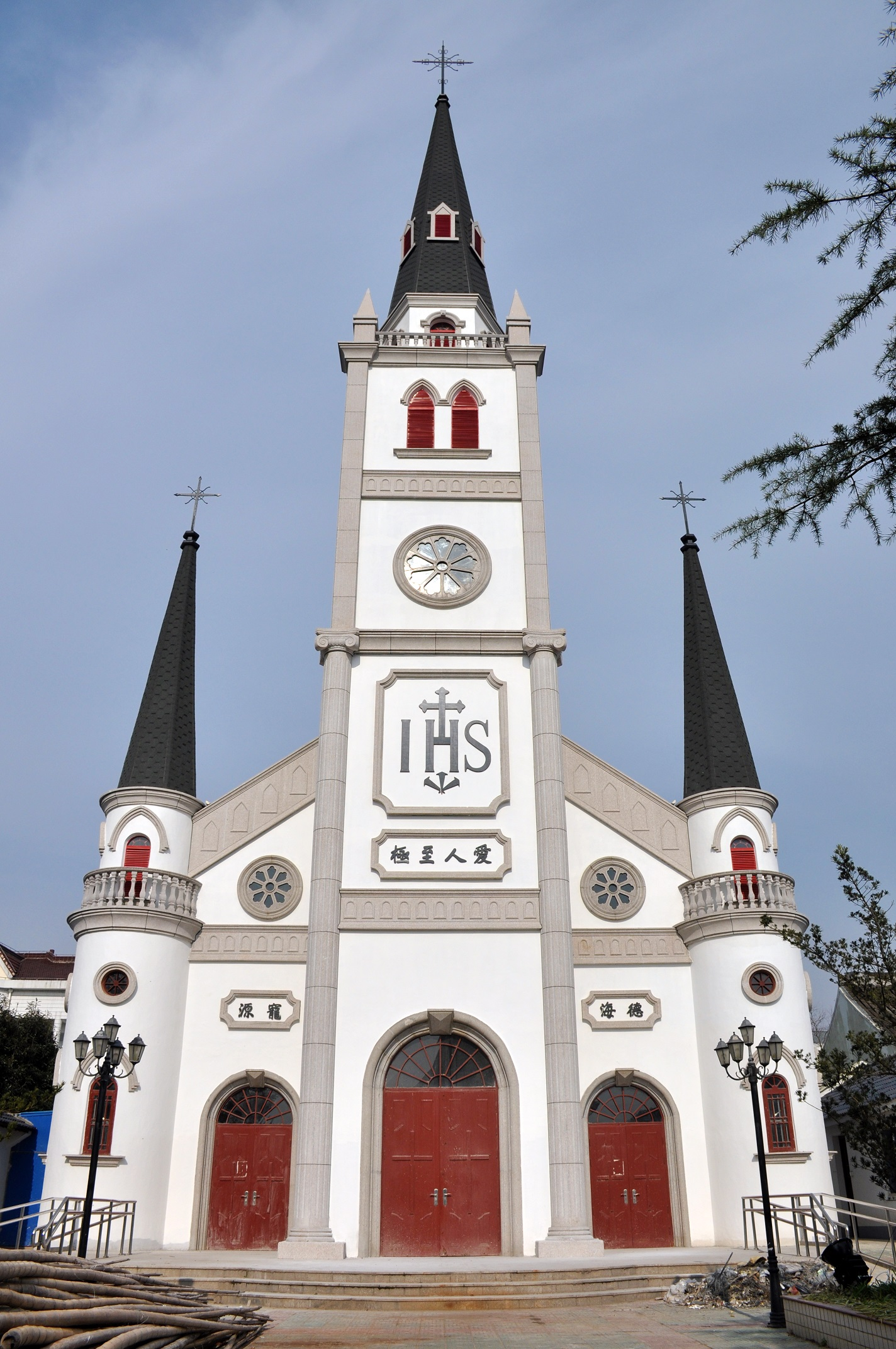
大公所耶稣圣心堂

大公所耶稣圣心堂是上海市崇明区的一座天主教教堂，在港沿镇骏马村280号。
该堂创建于1677年。1843年重建。现在的大公所耶稣圣心堂，建于1916年，为中式建筑，可容纳1000人。自1920年为崇明总铎区总铎座堂，管辖崇明一万教徒。1926年，该堂划归属新成立的天主教海门教区，中国神父开始担任总铎。1958年，崇明县划归上海市，该堂也随之归属天主教上海教区。
文化大革命时，大公所耶稣圣心堂关闭，改为公社礼堂。1981年，该堂进行修复，重建钟楼，1983年复堂。2003年4月18日，大公所公布为崇明区登记不可移动文物。